# Majsamiklósvár

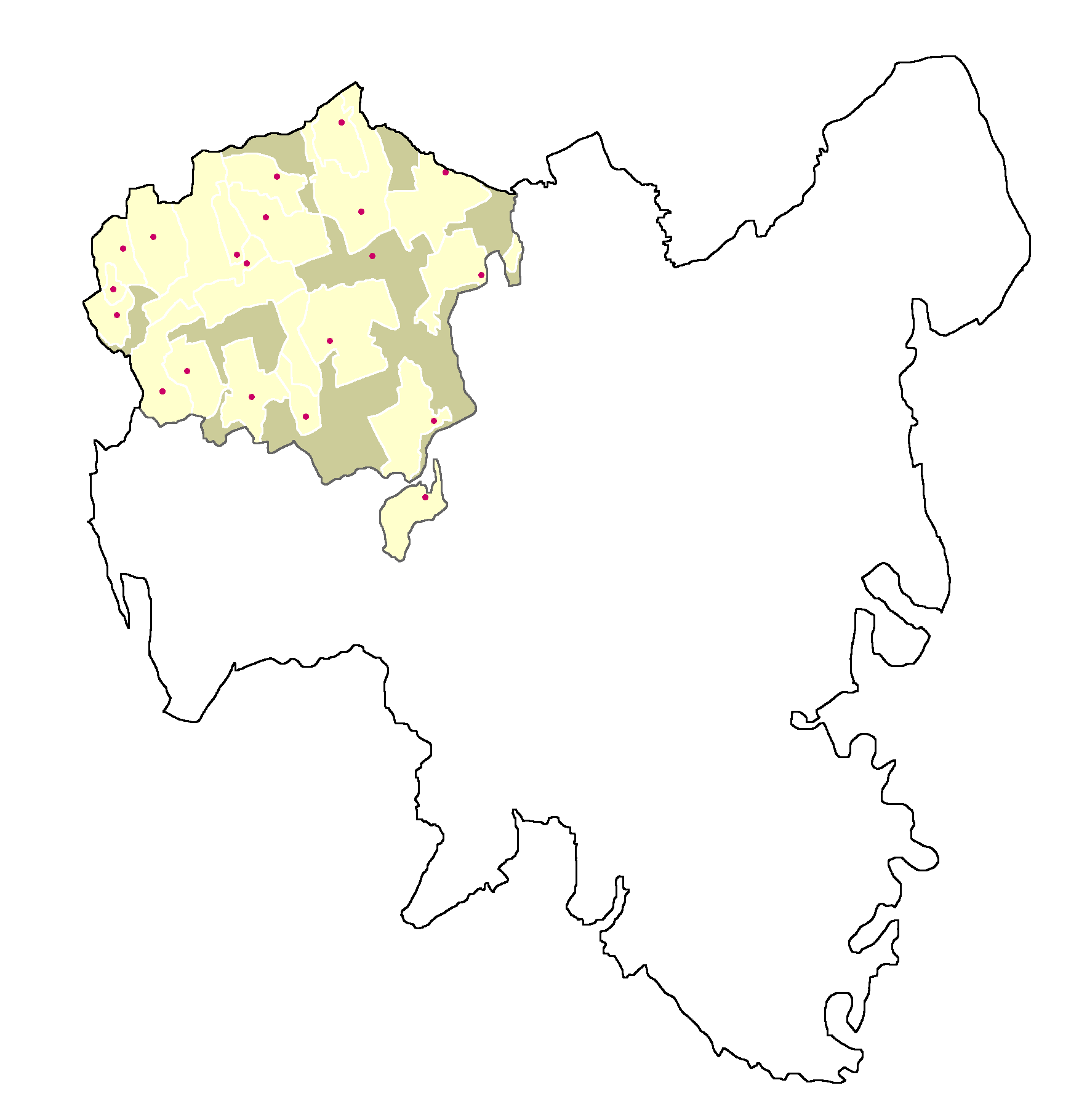
Majsamiklósvár területrészeinek fekvése Tolna vármegye Tamási járásában 1912-ben, a sötétebb szín jelöli a község nyolc különálló darabját. A Tamási járás többi községének területét sárga szín jelöli, a piros pontok pedig a községek központjai.

Majsamiklósvár (1903 előtt Majsa) Tolna vármegye északnyugati részén elterülő község volt, mely a 19. század közepén önálló pusztaként keletkezett az Esterházy család hercegi ágának birtokain, és 1940-ben szűnt meg, amikor területét számos szomszédos község között osztották fel. Jellegzetes eszmei község volt, melynek fennállása alatt soha nem jött létre valódi önkormányzata, mivel a községi szervezet nem tudott elkülönülni az uradalométól.
Eredeti neve Majsa volt, amit arra hivatkozva változtattak a község (valójában a birtokos) kívánságára Majsamiklósvárra 1903-ban, hogy a község központja a Miklósvár nevű telepen volt. Az új elnevezés végső soron az Esterházy-család ősének nevét őrizte.
Majsamiklósvár az eszmei községek típusának egyik legjellegzetesebb képviselője volt, mely a 19. század közepén az ország egyik legbefolyásosabb, birtokainak kiterjedését tekintve leghatalmasabb családjának, az Esterházyak hercegi ágának ozorai uradalmából keletkezett önálló pusztaként. Az 1871-es községi törvény rendelkezési alapján formálisan nagyközséggé alakították, mivel az új jogszabály megtiltotta az önálló puszták fenntartását. Valódi községi önkormányzata azonban soha nem működött, ugyanis közigazgatási területe kezdetben teljes egészében, de még megszűnésekor is több mint 85%-ban a hercegi család birtokában volt.
A község mindennapi közigazgatási ügyeinek intézését rendkívül megnehezítette területének nagy kiterjedése és szétszórt elhelyezkedése. Például bár a községközpontban önálló anyakönyvet vezettek, a távolabbi puszták hét másik község anyakönyvi kerületéhez tartoztak.
Az 1930-as években több kisebb, a községközponttól távol fekvő darabját szomszédos községekhez csatolták, végül 1940-es megszüntetésekor belterülete és az azt körülvevő rész Tamásihoz került, a többit pedig Bedeg, Értény, Nagykónyi, Ozora, Pincehely, Regöly és Szakály között osztották fel.